# Nationalpark Sempre-Vivas
Der Nationalpark Sempre Vivas ist ein am 13. Dezember 2002 gegründetes Schutzgebiet im Bundesstaat Minas Gerais in Brasilien. Er erstreckt sich über 1245,55 km² auf dem Gebiet der Munizipien Diamantina, Buenópolis, Bocaiúva und Olhos D’Água am Oberlauf des Jequitinhonha Flusses. Die höheren Teile reichen in die wasserreiche Serra do Espinhaço mit Wasserfällen und Galeriewald. In den tieferen Lagen wächst Mata Atlântica.
Der Name des Nationalparks bezieht sich auf die „sempre-vivas“ (Paepalanthus), endemische Blumen von Minas Gerais. Viele Familien leben vom Sammeln der Pflanzen, die sie für einen geringen Preis an Händler in Diamantina verkaufen. Von dort werden sie mit hohem Gewinn nach Japan exportiert. Diese Aktivitäten sind jetzt illegal, werden aber (noch) geduldet.